# Witnica

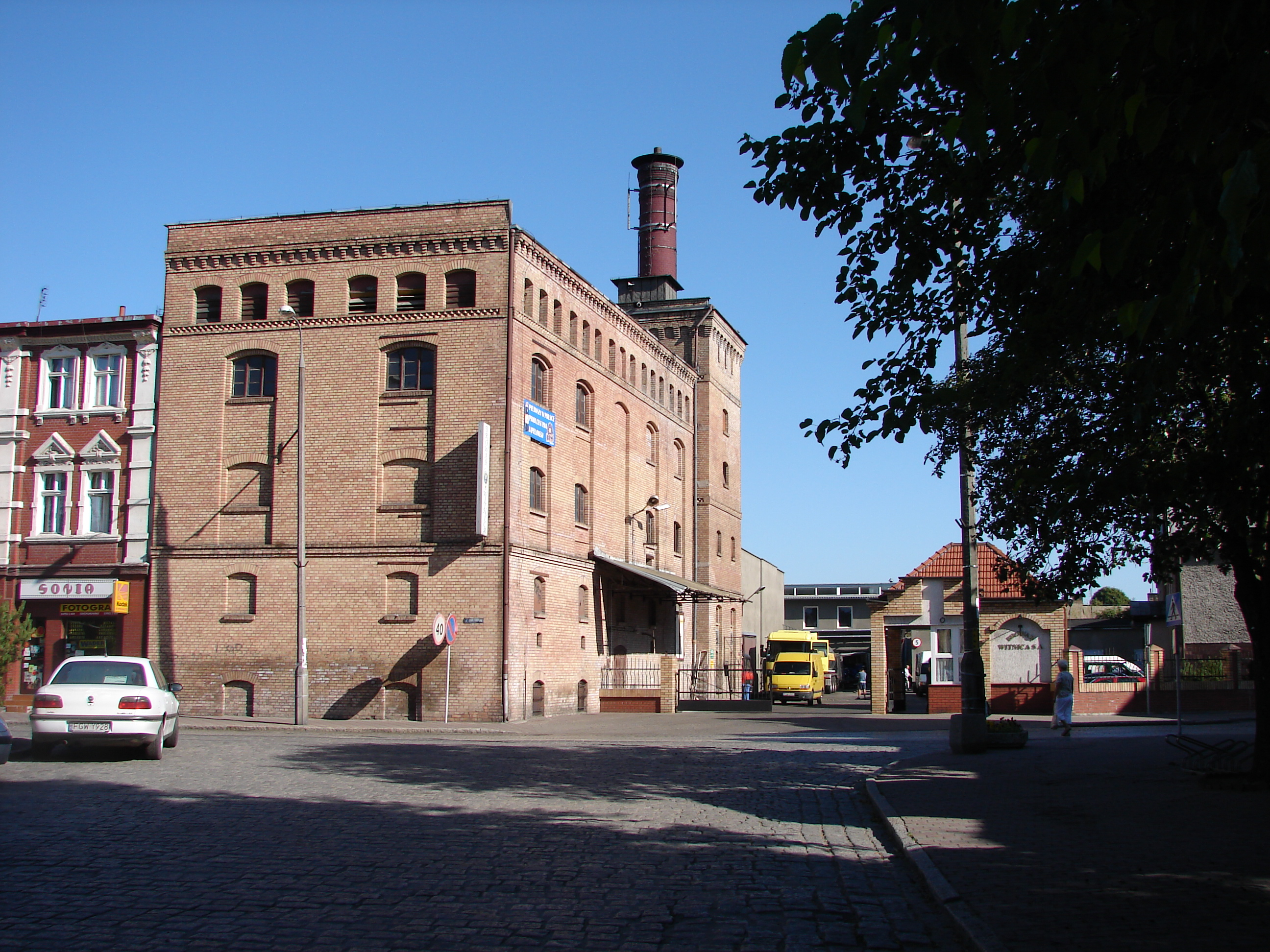
Bryggeriet i Witnica

Witnica (tyska: Vietz, kasjubiska: Wicno) är en stad i västra Polen, belägen i distriktet Powiat gorzowski i Lubusz vojvodskap, 25 km väster om Gorzów Wielkopolski, vid floden Witna. Tätorten har 6 951 invånare (2013) och är centralort för en stads- och landskommun med totalt 13 098 invånare.

## Geografi
Witnica ligger vid floden Witna i Wartas floddal, omkring 5 km norr om Witnas utflöde i Warta, vid den plats där den gamla landsvägen mellan Berlin och Königsberg (nuvarande Kaliningrad) korsar floden.

## Historia
Byn Vietz grundades troligen av Tempelherreorden i Landsbergs län under 1200-talet. År 1261 tillföll byn tillsammans med ordens övriga besittningar i området Markgrevskapet Brandenburg. Markgreven Otto IV av Brandenburg skänkte år 1300 området till klostret i Kolbatz för grundadet av dotterklostret Himmelstädt. Genom sekulariseringen och reformationens införande 1539 blev Witnica en del av de brandenburgska kurfurstliga domänerna.
Witnica ligger vid en gammal handelsled, den gamla sträckningen för Reichsstrasse 1 (Aachen - Berlin - Königsberg), som här följer den nuvarande regionala vägen DW 132. Invånarna livnärde sig till största delen på jordbruk och i orten fanns flera kvarnar. 
Orten industrialiserades under mitten av 1700-talet. 1747 anlades ett strump- och linneväveri. Ett kungligt järnbruk anlades 1753 med två masugnar, där huvudsakligen kanoner för den preussiska arméns behov framställdes. Järnverket stängdes 1842 och återuppstod i privat regi 1855 som järngjuteri och maskinfabrik.
Den preussiska östra stambanan mellan Berlin och Königsberg drogs 1857 genom Vietz. De förbättrade kommunikationerna gjorde att ytterligare fabriker inom maskinkonstruktion, träbearbetning och byggmaterialframställning etablerade sig i orten. Orten var vid denna tid den största orten i Provinsen Brandenburg som saknade stadsrättigheter. 1873 anlades en betydande tegelfabrik.
Vietz fick stadsrättigheter 1935 och är sedan dess formellt stad.
Staden tillföll efter andra världskriget år 1945 Polen enligt Potsdamöverenskommelsen. Den tysktalande befolkningen fördrevs och ersattes gradvis av polsktalande inflyttande, och sedan krigsslutet bär staden officiellt sitt polska namn, Witnica.

## Kommunikationer
Staden ligger vid landsvägen DW 132 mellan Kostrzyn nad Odrą och Gorzów Wielkopolski.
Witnicas järnvägsstation har regionaltågförbindelse mot Kostrzyn i ena riktningen, med vidare anslutning mot Berlin, och i andra riktningen mot Gorzów Wielkopolski och vidare mot Krzyż Wielkopolski.